# Noa
 Ovo je glavno značenje pojma Noa. Za druga značenja pogledajte Noa (razdvojba).
Noa (hebrejski נוֹחַ – noah = "ostatak" ili "tišina") prema Bibliji je bio deseti i zadnji od pretpotopnih praotaca Izraela i božji poslanik prema riječima Kurana. 
Biblijska pripovijest o Noi nalazi se u Knjizi Postanka, poglavlja 5 – 9. Ta knjiga izvještava kako Noa spašava svoju obitelj i sve vrste životinja od potopa. Kasnije Bog s Noom sklapa savez i izdaje zapovijed da njegovi sinovi napuče zemlju.

## Noa u starozavjetnim spisima

### Ljudska pokvarenost i potop
Prema Biblijskoj pripovijesti, kad je Noa imao šesto godina, Bog, vidjevši ljudsku pokvarenost koja se raširila po zemlji, rastužio se i odlučio poslati veliki potop da uništi neposlušan ljudski rod. Ali vidio je da je Noa pravedan čovjek i uputio ga da sagradi arku i okupi sebe i svoju obitelj sa svakom vrstom životinja, muško i žensko. I tako je poplava došla i sav život je uništen, osim za one koji su bili s Noom. I vode su se raširile zemljom 150 dana.

### Božji savez s Noom
Nakon povlačenja vode arka se zaustavila na planinama Ararata. Tamo je Noa sagradio oltar Bogu (to je prvi oltar spomenut u Bibliji) i prinio žrtvu. Kad je Gospodin namirisao ugodan miris, rekao je da nikad više neće zemlju strovaliti u propast zbog čovjeka, niti će ikad više uništiti sva živa stvorenja. Tada Bog učini savez u kojemu će Noa i njegovi nasljednici od sada pa ubuduće biti slobodni jesti meso i životinje će se bojati čovjeka, a čovjeku je zabranio jesti meso „u kojemu je duša, to jest njegova krv“. Također zabranio je prolijevanje ljudske krvi, jer je čovjek stvoren na sliku Božju. Bog je blagoslovio Nou i njegove sinove i rekao im neka se plode i množe. I kao znak svog saveza stavio je dugu na nebo. 

### Noini nasljednici
Nakon potopa Noa je bio prvi koji je orao zemlju. Posadio je vinograde, pio je vino, i opio se, te se otkrio nasred šatora. Noin sin Ham vidio je svog oca golog i obavjestio svoju braću koja pokriše Nou. Noa se probudio i prokleo Hamova sina Kanaana vječnim ropstvom dok je Šemu i Jafetu udijelio svoj blagoslov (Post 9, 25-27).
Noa je umro 350 godina nakon potopa, u dobi od 950 godina kao posljednji od velikih dugovječnih pretpotopnih Patrijarha. Najdulji životni vijek čovjeka, kako Biblija kaže, smanjivao se brzo nakon toga, od 900 godina do 120 godina, koliko je poživio Mojsije unutar samo nekoliko generacija. Nekoliko generacija poslije životni vijek je u prosjeku bio manji od sto godina.

## Noa u židovskoj predaji
Noina pravednost predmet je mnogih rasprava među rabinima. Opis Noe kao pravednika nekima pretpostavlja da je njegova savršenost relativna. U njegovom vremenu on je mogao biti smatran pravednikom, ali u vremenima pravednosti poput Abrahamove on se ne bi smatrao tako pravednim. Istaknuli su da Noa nije molio Boga u ime onih koji su trebali biti uništeni kao što je Abraham molio za stanovnike Sodome i Gomore. Noa nikad nije viđen da govori, on je slušao Boga i djelovao po njegovim naredbama. To je navelo komentatore da ponude model Noe kao „čovjeka u krznenom kaputu“ koji je osigurao sebi udobnost dok je ignorirao susjede.
Drugi, kao što je srednjovjekovni komentator Rashi, držao se naprotiv toga da je gradnja arke trajala 120 godina, dajući tako grešnicima vremena za pokajanje, koje je vrijeme slave povezano s Knjigom o Jošui (5,5-11), tijekom kojeg Noin pradjed Metuzalem uzima Nou sa sobom u misiju nakon što je Bog uzeo sve pravednike k sebi u smrti, da bi nagovorio grešnike na pokajanje.

## Noa u kršćanskoj predaji
Prema ranim kršćanima potop je bio uobičajena sličnost s dolaskom posljednjeg suda. U Evanđelju po Luki (17, 26) Isus navodi: „I kao što bijaše u dane Noine, tako će biti i u dane Sina Čovječjega.“  Zbog toga se pretpostavlja da će drugi dolazak biti sličan potopu gdje će doći brzo i neočekivano odvajanje između spašenih i osuđenih. Noa predstavlja one koji će biti spašeni, a oni koji su se utopili su bili oni koji nisu vjerovali.
Noa je nazvan prorokom prevednosti u Drugoj Petrovoj poslanici (2, 5). Prva Petrova poslanica izjednačuje spasonosnu snagu krštenja sa spašavanjem onih koji su bili u arci. Kasnije kršćanske misli arku uspoređuju s Crkvom: spasenje dolazi samo u Kristu Gospodinu. Sveti Augustin (354. – 430.) u djelu „Božji grad“ prikazuje kako dimenzije arke odgovaraju dimenzijama ljudkog tijela koje odgovara Kristovom tijelu; izjednačavanje arke i Crkve još je uvijek prisutno u anglikanskom obredu krštenja.
Noina tri sina općenito su interpretirani u srednjovjekovnom kršćanstvu kao osnivači naroda tri poznata kontinenta (Jafet – Europa; Šem – Azija; Ham – Afrika) iako rjeđa inačica smatra da oni predstavljaju tri klase srednjovjekovnog društva (Šem – svećenici; Jafet – ratnici; Ham – seljaci). 
U 18. i 19. stoljeću shvaćanje da su Hamovi sinovi ocrnjeni grijehom rezultiralo je religioznim opravdanjem ropstva.

## Noa u islamskoj predaji
U islamu, Noa je znan kao Nuh (arapski نوح). Jedno je poglavlje Kurana nazvano po njemu.
Nuh je propovijedao politeistima te je sagradio arku na kojoj je spasio sebe i druge pravednike.

## Značaj
Dok su potop i Noina arka najpoznatiji dijelovi pripovijesti o Noi, on se u Knjizi Postanka također spominje kao prvi poljoprivrednik i izumitelj vina, kao i epizoda o njegovom opijanju te kasnije prokletstvo Hamovo. Pripovijest o Noi predmet je velikih rasprava u kasnijoj abrahamskoj tradiciji i imala je golem utjecaj na zapadnu kulturu. Židovski su mislioci raspravljali o veličini Noine pravednosti. Kršćani su Crkvu usporedili s Noinom arkom.
Priča o Noi i potopu čest je motiv u umjetnosti, a u 20. stoljeću nekoliko je puta i ekranizirana.

## Vanjske poveznice
|  | Zajednički poslužitelj ima još gradiva o temi Noa |